# 程鑑 (景泰進士)
程鑑（1421年—？），字孔昭，直隸大名府開州人，民籍，明朝政治人物。進士出身。

## 生平
順天府鄉試第八十一名。景泰五年（1454年）甲戌科會試第一百六十二名，殿試登進士第二甲第四十名。

## 家族
曾祖父程大老。祖父程仲謙。父亲程義，曾任通判。